# Alcides Araújo Alves
Alcides Eduardo Mendes de Araújo Alves (São José do Rio Preto, 13 de marzo de 1985) es un exfutbolista brasileño.

## Selección nacional
Fue internacional con la selección de fútbol de Brasil, con la que jugó un partido.

## Clubes
| Club                     | País     | Año       |
| ------------------------ | -------- | --------- |
| EC Vitória               | Brasil   | 2003      |
| Schalke 04               | Alemania | 2003      |
| Santos FC                | Brasil   | 2004      |
| SL Benfica               | Portugal | 2004-2007 |
| PSV Eindhoven            | Holanda  | 2007-2008 |
| FC Dnipro Dnipropetrovsk | Ucrania  | 2008-2012 |

## Palmarés

### Copas internacionales
| Título                         | Club                          | País                   | Año  |
| ------------------------------ | ----------------------------- | ---------------------- | ---- |
| Copa Mundial de Fútbol Juvenil | Selección de fútbol de Brasil | Emiratos Árabes Unidos | 2003 |